# Los Jazmines (Metropolitano)
La estación Los Jazmines es una estación intermedia del Metropolitano en la ciudad de Lima. Está ubicada en la intersección de la avenida Túpac Amaru con la avenida Los Jazmines en una zona disputada entre los distritos San Martín de Porres e Independencia.

## Características
La estación está en superficie, tiene dos plataformas para embarque de pasajeros y un ingreso en el lado norte accesible para personas con movilidad reducida. Dispone de máquinas de autoservicio y taquilla para la compra y recarga de tarjetas.
El entorno de la estación es de carácter residencial y comercial.

## Servicios
La estación es atendida por los siguientes servicios:
| Servicio troncal | Indicador | Lunes a viernes | Sábado        | Domingo       |
| ---------------- | --------- | --------------- | ------------- | ------------- |
| Regular          | Regular A | 05:00 - 23:00   | 05:00 - 23:00 | 05:00 - 22:00 |
| Regular          | Regular B | 10:00 - 23:00   | 05:00 - 23:00 | 05:00 - 22:00 |
| Regular          | Regular D | 05:00 - 10:30   | Sin servicio  | Sin servicio  |